# Über die Rechtmäßigkeit des Gebrauchs welchen die Französische Nation dermalen von ihrer Aufklärung und Stärke macht
Über die Rechtmäßigkeit des Gebrauchs welchen die Französische Nation dermalen von ihrer Aufklärung und Stärke macht ist ein politisch-philosophischer Dialog von Christoph Martin Wieland aus dem Jahr 1789. Der Text entstand unmittelbar nach dem Sturm auf die Bastille als Reaktion auf die ersten Ereignisse der Französischen Revolution.

## Entstehung und Inhalt
Wieland verfasste den Dialog im August 1789. Er erschien erstmals im Teutschen Merkur, der von Wieland selbst herausgegebenen Zeitschrift. Wieland schrieb insgesamt 18 Aufsätze über die Französische Revolution und machte den „Merkur“ zur „wichtigsten Informationsquelle über die revolutionären Ereignisse in Frankreich“.
Der Text entstand vor dem Hintergrund der akuten Finanzkrise des französischen Staates. König Ludwig XVI. hatte die Generalstände einberufen, um den drohenden Staatsbankrott abzuwenden. Der Dialog ist als Auseinandersetzung zwischen zwei Gesprächspartnern angelegt: Walther vertritt die revolutionsfreundliche Position, Adelstan die royalistische Sichtweise. Walther argumentiert, die Nation sei „nicht zusammenberufen worden, Schmerzmittel für die tödlichen Gebrechen und Wunden des Staats zu erfinden, sondern sie von Grund auf zu heilen“ und rechtfertigt revolutionäre Bewegungen als Notwehr („Die Bewegungen eines zur Verzweiflung getriebenen Volkes sind ihrer Natur nach stürmisch“). Adelstan warnt vor den destabilisierenden Folgen und prophezeit europäische Interventionskriege („Werden die übrigen Fürsten einer Revolution, die ihnen einen so fürchterlichen Spiegel vorhält, so gelassen wie einer Schauspielertragödie zusehen?“).
1796 fügte Wieland eine bemerkenswerte Fußnote hinzu, in der er seine ursprünglich optimistische Einschätzung der Revolution angesichts der weiteren Entwicklung revidierte und Berichte über „Räuberbanden“, „tägliche Diebstähle und Meuchelmorde“ sowie „Folterungen, die einen schaudern lassen“ zitierte.

## Forschungsstand und editorische Herausforderungen
Die Rezeption und Wirkung des Textes ist wenig erforscht. Dies steht im Zusammenhang mit den generellen Schwierigkeiten der Wieland-Forschung bei seinem umfangreichen Gesamtwerk. Die laufende Oßmannstedter Ausgabe stellt erstmals Wielands Gesamtwerk vollständig dar, aber bei einem geplanten Umfang von 36 Bänden wird deutlich, warum einzelne Texte, trotz ihrer grundsätzlichen Bedeutung und wiederkehrenden Aktualität, bisher wenig Beachtung fanden.
Nach Max Koch war Wieland allgemein „unter den deutschen Schriftstellern des 18. Jahrhunderts der einzige gewesen, der wirklichen Sinn für die Politik besessen habe“ und habe sich zur Französischen Revolution differenziert geäußert.

## Textausgaben
- Erstveröffentlichung: Der Teutsche Merkur vom Jahre 1789, Drittes Vierteljahr, S. 225–262.
- Moderne Ausgabe: Jean Delaube (Hrsg.): Das Geheimnis der Weltbürger, Band 2. epubli, Berlin 2025, ISBN 978-3-8197-5373-2